# Chikkalinganahalli, Arsikere
Chikkalinganahalli là một làng thuộc tehsil Arsikere, huyện Hassan, bang Karnataka, Ấn Độ.